# Пастурана
Пастурана (італ. Pasturana, п'єм. Pasturàuna) — муніципалітет в Італії, у регіоні П'ємонт,  провінція Алессандрія.
Пастурана розташована на відстані близько 440 км на північний захід від Рима, 90 км на південний схід від Турина, 21 км на південний схід від Алессандрії.
Населення — 1317 осіб (2014).
Щорічний фестиваль відбувається 11 листопада. Покровитель — святий Мартин.

## Демографія
Населення за роками:

Станом на 1 січня 2023 року в муніципалітеті офіційно проживало 39 іноземців з 12 країн, серед них 18 громадян країн Євросоюзу та 3 громадяни України.

## Сусідні муніципалітети
- Базалуццо
- Франкавілла-Бізіо
- Нові-Лігуре
- Тассароло